# 천주교 화롄 교구
천주교 화롄 교구(중국어: 天主教花蓮教區, 라틴어: Dioecesis Hvalienensis)는 타이완의 로마 가톨릭교회 교구이다.
1952년 화롄 지목구로 설정되었다가 1963년 교구로 승격되었다. 현재 천주교 타이베이 대교구 관하 교구이다.

## 역대 교구장
1. 구옌웬(마태오) (1974년 12월 14일 - 1978년 11월 15일)
2. 산궈시(바오로) (1979년 11월 15일 - 1991년 3월 4일)
3. 치엔지춘(안드레아) (1992년 1월 23일 - 2001년 11월 19일)
4. 황조밍(필립보) (2001년 11월 19일 - )

## 같이 보기
- 대만의 로마 가톨릭교회